# Anna Petrus
Anna Marie-Louise Petrus Lyttkens née Petersson le 2 juin 1886 à Uppsala et morte le 26 juillet 1949 à Kalmar  est une sculptrice, graphiste, designeuse et danseuse suédoise. Elle est particulièrement connue pour ses œuvres en étain et en fonte avec un motif de lion qu'elle conçoit au milieu des années 1920 pour Svenskt Tenn, un magasin de décoration suédois. Petrus contribua également à la conception du pavillon suédois pour l'Exposition de Paris de 1925,.

## Biographie

### Famille
Anna Marie-Louise Petersson est la fille d'Oskas Viktor Petersson (1844–1912), un universitaire spécialisé en pédiatrie, et de la comtesse Maria Strackelberg (1848–1897). En 1910, elle change son nom pour Petrus.

### Formation
À la suite d'un héritage, elle se rend à Londres pour y étudier la sculpture. De retour à Stockholm, elle étudie à l'université d'art privée Althins Målarskola qui a prépare son entrée à l' Académie royale suédoise des beaux-arts en 1913.

### Carrière artistique
En 1920, Anna Petrus prévoit une exposition de ses œuvres à la French Art Gallery de Stockholm, mais la plupart de ses œuvres sont détruites dans un incendie dans son atelier. Seules quelques œuvres sont présentées. Après un long voyage en Italie, en Afrique du Nord et à Paris, elle décide de passer de la peinture à l'artisanat au retour dans son atelier. Elle conçoit des bougeoirs, des encriers, des plateaux et des tables, certains en collaboration avec l'orfèvre Karl Wojtech (sv). Fait inhabituel pour une femme, elle puise dans de nouvelles techniques utilisant le cuivre, le laiton et l'étain. Petrus crée un certain nombre de moulages décoratifs pour la fonderie Näfveqvarns Bruk qui furent exposés à l'exposition de 1925 à Paris. Ils comprennent des colonnes et des décorations de cadre de porte pour le pavillon suédois, commandées par l'architecte Carl Bergsten,. Après avoir rencontré Estrid Ericson (en), la fondatrice de Svenskt Tenn, au milieu des années 1920, Petrus conçoit à partir de 1926 une variété d'ouvrages en étain et en fonte, dont certains sont encore produits aujourd'hui.
Petrus se retire du monde des arts en 1930. Elle meurt à Kalmar le 26 juillet 1949,.

## Vie privée
Sa fille Sonja Lyttkens naît en 1919 et deviendra une mathématicienne suédoise réputée.